# Mare Australe

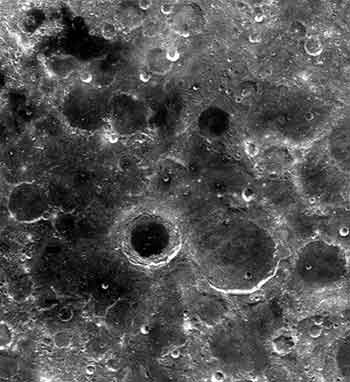
Mare Australe

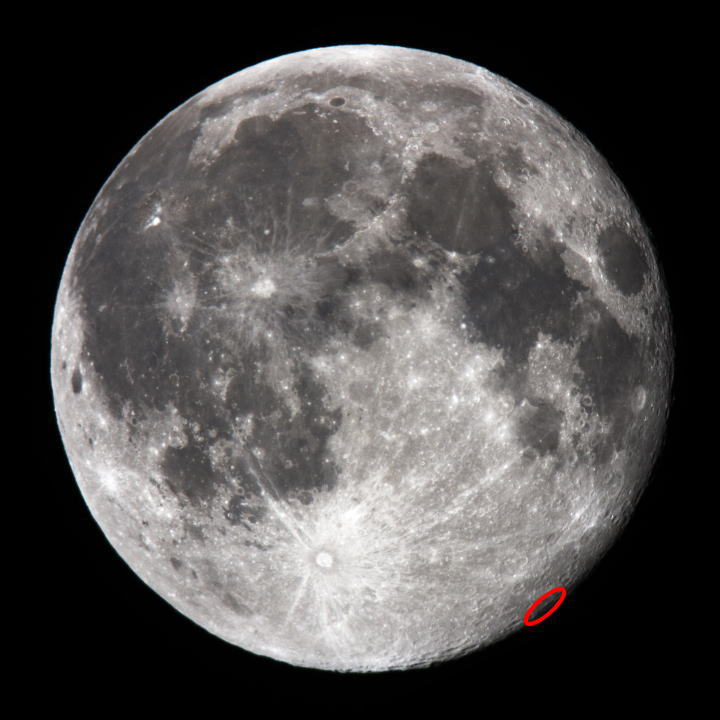
Poloha Mare Australe

Mare Australe (česky Moře jižní nebo Jižní moře) je měsíční moře nepravidelného tvaru s průměrem 612 km a plochou přibližně 151 000 km², rozkládající se na východním okraji přivrácené strany Měsíce. Na mnoha místech je pokryto krátery a světlými ostrovy. Jedny z větších kráterů poblíž jsou Lamb a Jenner. Na západním okraji leží kráter Gum.
Střední selenografické souřadnice Mare Australe jsou 47,8° J, 92,0° V. Za příznivých libračních podmínek lze ze Země spatřit i plochu moře, ležícího na odvrácené straně Měsíce.
Povrch moře je tmavý, protože je pokryt vulkanickými horninami.